# Gyrinus deceptorius
Gyrinus deceptorius is een keversoort uit de familie van schrijvertjes (Gyrinidae). De wetenschappelijke naam van de soort is voor het eerst geldig gepubliceerd in 1949 door Ochs.